# Нікольська сільська рада (Краснокамський район)
Ніко́льська сільська рада — муніципальне утворення у складі Краснокамського району Башкортостану, Росія. Адміністративний центр — село Нікольське.

## Населення
Населення — 1116 осіб (2019, 912 в 2010, 763 в 2002).

## Склад
До складу поселення входять такі населені пункти:
| Населений пункт       | Населення, осіб (2002) | Населення, осіб (2010) |
| --------------------- | ---------------------- | ---------------------- |
| Апасево, присілок     | 78                     | 111                    |
| Біктімірово, присілок | 15                     | 6                      |
| Ведресево, присілок   | 109                    | 97                     |
| Кувакіно, присілок    | 145                    | 202                    |
| Нікольське, село      | 416                    | 496                    |